# Gisella Bayona
 Gisella Bayona (Quito, 11 de enero de 1973) es una presentadora y modelo ecuatoriana, más conocida por haber trabajado en Teleamazonas. En la actualidad, labora en TC Televisión en el espacio de noticias El noticiero.

## Biografía
Nació en Quito en 1973, de madre ecuatoriana y padre peruano. 

### Estudios realizados
Cursó estudios universitarios en la Universidad San Francisco de Quito, donde estudió Periodismo Multimedios.

### Carrera como modelo
Durante su carrera en las pasarelas, sus experiencias la llevaron a presentarse como candidata al Miss Ecuador 1994, resultando 3.ª finalista, cuya ganadora fue Mafalda Arboleda.

### Incursión en el periodismo y la televisión

#### TC Televisión (1.ª etapa)
Antes de incursionar en el modelaje, se sumergió en el mundo de la televisión en 1991, a sus dieciocho años, en el actual TC Televisión, conduciendo en el desaparecido programa de TV Sintonizando, junto con los presentadores Roberto Rodríguez y Fabrizzio Ferreti.
Mientras cursaba la universidad, llegó a trabajar temporalmente en Ecuavisa, donde reforzó sus conocimientos en periodismo. Luego, incursionó en el mundo del periodismo llegando a ser reportera del diario El Comercio, donde llegó a entrevistar a varias figuras, y en la revista El Mundo, donde llegó a entrevistar al fundador de la CNN, Ted Turner.

#### Teleamazonas (2003-2019)
Llegó a Teleamazonas, en 2003, donde, con su carisma y su profesionalismo y su carácter fuerte, llegó a entrevistar a varias figuras de la política ecuatoriana, entre ellos a Rafael Correa, Lenín Moreno, Jorge Yunda, entre otros, donde llegó hasta incluso ser amenaza de muerte por simpatizantes del expresidente Correa.
Se despidió de Teleamazonas el 28 de junio de 2019, tras 16 años de rutilante carrera donde, por su entrega y compañerismo, sus compañeros la despidieron entre lágrimas y desconsuelo.

#### Vuelta a TC Televisión
Después de diecisiete años, volvía a su antigua casa, TC Televisión, donde en la actualidad conduce el espacio noticiero de la noche El noticiero. Y donde también conduce el nuevo espacio de la mencionada cadena: Entre ellas.

### Filantropía
Por su apoyo a los grupos GLBTI y por su apoyo y compromiso social a los programas encargados en dar educación a los niños, fue designada como embajadora de buena voluntad de la ONU.

### Vida personal
Estuvo casada con Danny Martínez, un emprendedor de marketing, en 1996. Pero se divorciaron en 2017 después de veinte años de matrimonio. Juntos tienen un hijo, Emilio, nacido en 2000, y una hija, Antonia, nacida en 2004.

## Controversia
El 15 de julio de 2022, fue víctima de un supuesto complot por parte de unos piratas cibernéticos que supuestamente viralizaron un video de carácter sexual atribuyéndose a ella, por el cual ha emprendido acciones legales para dar con el responsable de tal hecho.